# الدوري الجورجي الممتاز 1993–94
الدوري الجورجي الممتاز 1993–94 هو الموسم 5 من الدوري الجورجي الممتاز. أقيم خلال الفترة 8 أغسطس 1993 وحتى 18 يونيو 1994، وأشرف على تنظيمه اتحاد جورجيا لكرة القدم، وكان عدد الأندية المشاركة فيه 19، وفاز فيه نادي دينامو تبليسي.